# 飯能信用金庫
飯能信用金庫（はんのうしんようきんこ、英語：Hanno Shinkin Bank）は、埼玉県飯能市に本店を置く信用金庫である。

## 概要・店舗
飯能市のほか埼玉県西部と隣接する東京都多摩地域の一部を中心に店舗網を展開する。企業向け融資を開拓するために、さいたま市にも出店している。

## 沿革
- 1951年（昭和26年）7月 - 飯能信用組合創立。
- 1952年（昭和27年）8月 - 飯能信用金庫に改組。
- 1978年（昭和53年）1月 - 全店で預金総合オンラインシステム稼動。
- 2005年（平成17年）2月 - インターネットバンキングサービスの取扱いを開始。
- 2008年（平成20年）1月 - 窓口振込や法人会員を中心に振込手数料を値上げ（一部手数料は値下げ）。
- 2010年（平成22年）4月 - 預金量1兆円達成。
- 2019年（令和元年）10月7日 - この日から磁気の影響を受けにくい新しい通帳（Hi-Co通帳）を取扱開始した(Hi-Co通帳に対応していない信用金庫ATMではHi-Co通帳は使えない。)[2]。
- 2021年（令和3年）
  - 3月 - ホームページリニューアル
  - 5月 - バンキングアプリサービス運用開始
  - 7月 - 創立70周年
  - 8月 - LINE公式アカウントのリニューアル、スマホ口座開設サービス運用開始

## 地域との連携

### 自治体や経済団体、他金融機関等との協定
県西部各市と連携協定を結んでいる。包括連携協定は飯能市、日高市と、狭山市とは低利住宅ローン提供による若い世代の定住促進で協力している。
2019年には所沢商工会議所、川越商工会議所や各地の商工会と人材育成などに取り組む産業振興協定を締結した。
駿河台大学とは2007年に産学連携協定を締結した。
県内の3信用金庫（埼玉縣信用金庫、川口信用金庫、青木信用金庫）とともに埼玉労働局と働き方改革推進への包括連携協定を結んでいる。

### 埼玉西武ライオンズ
埼玉西武ライオンズの本拠地西武ドームに、2010年から広告を出している。2011年（平成23年）8月27日にはゲームスポンサーとして「飯能信用金庫創立60周年感謝デー」が開催された。ベントとして「創立60周年記念 その手でつかめ60万円!!」として模擬紙幣つかみ取りゲームが行われ、ピッタリ60万円つかんだ参加者にはライオンズグッズがプレゼントされた。また来場者には「飯能信用金庫は埼玉西武ライオンズを応援しています。」と書かれた埼玉西武ライオンズと同金庫のコラボうちわが配布された。

### 駿河台大学
2022年（令和4年）1月2日・3日開催の東京箱根間往復大学駅伝競走（箱根駅伝）本戦に初出場する際、駿河台大学の駅伝部監督である徳本一善から「ユニホームスポンサーを絶賛募集中です!」の呼びかけに応じ、選手が着用するユニフォームの右胸に、同金庫のロゴがプリントされた。